# Alois Brunner
Alois Brunner (Rohrbrunn, aleshores Imperi Austrohongarès, 8 d'abril 1912 - desaparegut el 1996), fou un militar austríac, cèlebre per pertànyer a les SS (Schutzstaffel). També conegut com a Georg Fischer, va ser ajudant i home de confiança d'Adolf Eichmann, "artífex de la solució final".